# 北高全祝
北高 全祝（ほっこう ぜんしゅく、永正4年（1507年） - 天正14年12月2日（1587年1月10日））は戦国時代の曹洞宗の禅僧である。北殿の子。法興ともいう。

## 略歴
出羽国の出身。『太田山実録』『日本洞上聯燈録』によれば、北畠顕家の後裔を称した。永正15年（1518年）、父を亡くしその際に広碩について得度した。その後諸国を遍歴し、越後国雲洞庵の不点存加の跡を継いでその住持となった。
永禄10年（1567年）前後には信濃侵攻により南信地域の領国化を行っていた武田信玄の招きで信濃国佐久郡岩村田の龍雲寺住持となる。元亀元年（1570年）、武田領内の曹洞宗に関する法度の改正に関与しまた元亀3年（1572年）には武田領国内の曹洞宗僧を統制するための僧録司に任命された。同年、千人法幢会を興行している。天正6年（1578年）、信濃国定津院・甲斐国興因寺・相模国最乗寺との論争を展開した。天正7年（1579年）、分国曹洞宗法度追加を定め武田領国内の曹洞宗仏教で重きをなした。天正9年（1581年）、雲洞庵を本寺と定めている。
天正10年（1582年）、武田氏が滅亡すると発言力と寺領の一部を失うが引き続き織田氏・北条氏・真田氏の庇護を受けた。天正13年（1585年）、龍雲寺山内の禁制を定め同年の内に長寿院に隠居した。